# Angelo di Gesù Maria
Angelo di Gesù Maria, al secolo Giorgio Stampa dei marchesi di Soncino (Milano, 1578 – Roma, 16 aprile 1625), è stato un religioso italiano, I Provinciale della Provincia di Sant'Angelo Martire di Lombardia dell'Ordine dei Carmelitani Scalzi.

## Famiglia
Nacque in Milano nel 1578 da Massimiliano II Stampa, III marchese di Soncino, e da Marianna de Leyva (+1588) dei principi di Ascoli. Furono suoi fratelli:
1. Ermete II Stampa, IV marchese di Soncino
2. Cristiano (o Cristernio) Stampa, cavaliere dell'Ordine di San Giacomo da Compostela, conte di Monte Castello
3. Luigi Stampa, in religione Ludovico di Gesù Maria
4. Guido Stampa
5. Isabella Stampa, in religione Teresa di Gesù, professa del Monastero di Gesù e Maria in Genova. Partecipò alla fondazione dei monasteri di San Giuseppe in Napoli, di Sant'Egidio in Roma e fondò il Monastero dei SS. Giuseppe e Teresa in Terni di cui fu la prima priora.
6. Barbara Stampa, sposò Francesco Alciati, cugino del cardinale Francesco Alciati

Fu sua cugina da parte materna Marianna de Leyva. Dal lato paterno, invece, fu sua cugina Ottavia Pietra, in religione Caterina di San Francesco, professa del Monastero di Gesù e Maria in Genova; partecipò alle fondazioni dei monasteri di San Giuseppe in Napoli e di Sant'Egidio in Roma.

## Vita religiosa
Il 3 maggio 1593 vestì l'abito religioso presso il Convento di Sant'Anna in Genova ed ivi emise la professione il 25 dicembre 1594. Dopo due anni fu inviato in Spagna per la formazione e studiò all'Università di Salamanca. Soggiornò aliquandio presso l'Eremo di San José del Monte de Las Batuecas.
Nel 1606 i superiori di Spagna lo destinarono a Genova. Nominato Vicario del Convento di Sant'Imerio in Cremona, ne divenne il primo priore nel 1608. Fu poi Priore del Convento della Madre di Dio in Napoli e del Convento di Sant'Anna in Genova.
Nel 1611 il III Capitolo Generale della Congregazione d'Italia dell'Ordine dei Carmelitani Scalzi lo elesse IV Definitore Generale.
L'11 febbraio 1612 fondò il Convento di San Carlo Borromeo in Milano, colà inviato da Giovanni di Gesù Maria, Preposito Generale Generale della Congregazione d'Italia. Lo stesso Giovanni di Gesù Maria lo inviò Visitatore della Provincia Polacca.
Il 29 agosto 1616 fondò l'Eremo di San Giovanni Battista in Varazze.
Nel 1617 il Capitolo Generale della Congregazione d'Italia dell'Ordine dei Carmelitani Scalzi divise la Congregazione in sei province, tra cui la Provincia di Sant'Angelo Martire di cui fu eletto primo Provinciale: governò la Provincia e resse il priorato di Sant'Imerio per due anni, sino al Capitolo Provinciale del 1619.
Pensò di ritirarsi presso l'Eremo di San Giovanni Battista in Varazze, ma fu eletto Definitore Provinciale e Socio  al Capitolo Generale. Nel 1620 il VI Capitolo Generale della Congregazione d'Italia dell'Ordine dei Carmelitani Scalzi lo elesse IV Definitore Generale.
Nel 1620 avviò la fondazione del Convento di Santa Maria delle Grazie in Pavia.
Nel 1623 il Capitolo Generale della Congregazione d'Italia dell'Ordine dei Carmelitani Scalzi, radunato presso il Convento di Santa Maria del Monte Carmelo in Loano, lo elesse Procuratore Generale.
Morì il 16 aprile 1625 presso il Convento di Santa Maria della Scala in Roma.
Nel 1672 una lapide in sua memoria fu posta nella Chiesa di San Carlo Borromeo in Porta Nuova in Milano.

## Opere
Scrisse sette Lettere pastorali dirette ai frati della Provincia di Sant'Angelo Martire:
- In prima chiede le preghiere dei religiosi per il governo della Provincia di Sant'Angelo Martire.
- In secunda enumera gli abusi contro l'obbedienza, esortando ad evitarli.
- Tertia tratta delle lodevoli consuetudini dell'Ordine da conservarsi e del buon uso del tempo.
- In quarta esorta i Superiori affinché espletino degnamente il proprio ufficio.
- Quinta raccomanda, nelle Solennità dei Santi, di esaminare con attenzione ed imitare le loro virtù.
- Sexta offre un elogio di Ippolito di Tutti i Santi, nobile romano e Priore del Convento di San Carlo Borromeo in Milano, del quale enumera i meriti.
- In septima

## Albero genealogico
|                                                 |                                          |                                                | Genitori                                        |  |  | Nonni                                  |  |  | Bisnonni              |  |
|                                                 |                                          |                                                |                                                 |  |  | Ermes I Stampa, II Marchese di Soncino |  |  | Pietro Martire Stampa |  |
|                                                 |                                          |                                                |                                                 |  |  | Ermes I Stampa, II Marchese di Soncino |  |  | Pietro Martire Stampa |  |
|                                                 |                                          | Barbara Crivelli                               |                                                 |  |  | Ermes I Stampa, II Marchese di Soncino |  |  |                       |  |
| Massimiliano II Stampa, III Marchese di Soncino |                                          |                                                |                                                 |  |  | Ermes I Stampa, II Marchese di Soncino |  |  |                       |  |
|                                                 |                                          | Isabella Rangoni                               | Guido Rangoni, Marchese di Lugiano e Savigliano |  |  |                                        |  |  |                       |  |
|                                                 |                                          | Isabella Rangoni                               | Guido Rangoni, Marchese di Lugiano e Savigliano |  |  |                                        |  |  |                       |  |
|                                                 |                                          | Isabella Rangoni                               | Argentina Pallavicini                           |  |  |                                        |  |  |                       |  |
| Angelo di Gesù Maria, dei marchesi di Soncino   |                                          | Isabella Rangoni                               |                                                 |  |  |                                        |  |  |                       |  |
|                                                 | Don Luis de Leyva, II Principe di Ascoli | Don Antonio de Leyva, I Principe di Ascoli     |                                                 |  |  |                                        |  |  |                       |  |
|                                                 | Don Luis de Leyva, II Principe di Ascoli | Don Antonio de Leyva, I Principe di Ascoli     |                                                 |  |  |                                        |  |  |                       |  |
|                                                 | Don Luis de Leyva, II Principe di Ascoli | Doña Castellana de Villargut                   |                                                 |  |  |                                        |  |  |                       |  |
| Marianna de Leyva dei principi di Ascoli        | Don Luis de Leyva, II Principe di Ascoli |                                                |                                                 |  |  |                                        |  |  |                       |  |
|                                                 |                                          | Doña Mariana de la Cueva dei conti di Chinchon | Don Fernando de Cabrera, I Conte di Chinchon    |  |  |                                        |  |  |                       |  |
|                                                 |                                          | Doña Mariana de la Cueva dei conti di Chinchon | Don Fernando de Cabrera, I Conte di Chinchon    |  |  |                                        |  |  |                       |  |
|                                                 |                                          | Doña Mariana de la Cueva dei conti di Chinchon | Doña Teresa de la Cueva, I Contessa di Chinchon |  |  |                                        |  |  |                       |  |
|                                                 |                                          | Doña Mariana de la Cueva dei conti di Chinchon |                                                 |  |  |                                        |  |  |                       |  |